# Katie Power
Katie Power is een fictieve superheldin uit de strips van Marvel Comics, en een van de originele vier leden van Power Pack. Ze verscheen voor het eerst in Power Pack #1, en werd bedacht door Louise Simonson en June Brigman.

## Biografie
Katie Power is de jongste van de vier kinderen van James en Margaret Power. Ze werd geboren in Richmond, Virginia. Katie was vijf toen zij, haar zus Julie en haar broers Jack en Alex superkrachten kregen van Alfrye Whitemane, een stervende Kymellian. Daarmee werd Katie de jongste superheld ooit in het Marvel Universum.
Omdat ze de jongste was, was Katie vaak onzeker over haar krachten en sterk beïnvloedbaar voor suggesties. Ze gebruikte haar krachten dan ook voornamelijk als haar teamgenoten hierop aandrongen. In de loop van de serie werd ze een meer assertief en gevoelig individu. Ze leerde op de harde manier hoe gevaarlijk haar krachten konden zijn toen ze Jakal en Kurse zwaar verwondde. Tijdens de Snark oorlogen werd ze een sterker personage, en weigerde haar krachten te gebruiken om mensen serieus te verwonden. Katie probeerde zelfs een keer de mutant Pestilence te redden.
Ondanks haar jonge leeftijd was Katie een waardevolle aanwinst voor Power Pack. Meerdere malen redde ze het hele team en ontdekte cruciale informatie. Katie redde Franklin Richards van Master Mold, en hielp een zwaargewonde Wolverine lang genoeg uit handen te blijven van zijn vijanden om te genezen..
Katie is zeer intelligent, die al meerdere malen een klas over heeft geslagen en zelfs een supercomputer kan programmeren.
Katie had een sterke band met het vijfde Power Pack lid, Franklin Richards. De twee waren echter niet vanaf het begin al vrienden. Katie mocht hem in het begin totaal niet, vooral niet vanwege de aandacht die hij kreeg van de andere leden en dat hij een rivaal was van haar voor de titel “jongste teamlid”. Toen Franklin Jakal confronteerde, ondanks het feit dat hij op dat moment geen actieve krachten had, veranderde Katies houding tegenover hem. Katie was ook degene die Franklins codenaam Tattletale bedacht.

## Leeftijd
Katie was de jongste van de Power Pack leden. Aan het begin van de originele serie was ze 5 jaar, en gedurende de serie werd ze 6. In de miniserie uit 2000 was ze 9. Haar huidige leeftijd, mede gebaseerd op de leeftijd van Julie Power in de serie “Runaways”, wordt geschat op 11.
In de Power Pack miniseries uit 2005-2006 was ze 8, maar deze series staan los van de bovengenoemde.

## Krachten
Katies originele en meest bekende krachten zijn die van energiemanipulatie. Ze kan elke vorm van materie, inclusief water en lucht, doen desintegreren en de energie die hierbij vrijkomt opslaan in krachtige energiebollen, die ze vervolgens kan afvuren. Katies energizer krachten waren zeer destructief, en konden zelfs dodelijk zijn voor een tegenstander. Ze kon gebouwen opblazen, en vijanden als Kurse uitschakelen. Katie had in het begin maar weinig controle over haar krachten, en gebruikte ze dan ook vooral als ze bang of woedend was. Later werd haar controle beter.
In Power Pack #25 wisselde Katie van krachten met haar zus Julie. Ze nam de codenaam Starstreak aan, en kon nu vliegen met enorme snelheid. Hoewel ze niet in staat was de geluidsbarrière te doorbreken zoals Julie, ontdekte ze wel hoe ze gewoon kon zweven.
In Power Pack #52 kreeg Katie de zwaartekracht manipulatie van haar broer Alex. Ze kon nu de zwaartekracht van zichzelf en voorwerpen die ze aanraakte uitschakelen, en haar eigen zwaartekracht vergroten om zo de "Super-G" klap uit te delen en zichzelf zwaarder te maken.
Katie kreeg haar energiekrachten terug in de Power Pack Holiday Special, en behield deze gedurende de miniserie uit 2000. Ook in de miniseries uit 2005 en 2006 had ze energiemanipulatie als superkracht.
Net als de andere Power kinderen had Katie dezelfde genezende krachten als een Kymellian. Tevens was ze mede-eigenaar van het zelfdenkende ruimteschip Friday.

## Alternatieve versies
- In deel 49 van de stripserie The New Mutants bezocht het team een alternatieve toekomst dankzij de onstabiele teleportatiekrachten van Magik. In deze toekomst was Katie de leidster van een rebellenteam tegen de door mutanten gedomineerde Amerikaanse overheid. In deze toekomst had Katie de krachten van alle vier Power Pack leden, waardoor aangenomen werd dat de andere drie niet meer in leven waren.

- Een krachtenloze Katie verscheen in de humorserie Franklin Richards: Son of a Genius.

- In deel twee van de MC2 mini-serie getiteld Avengers Next verscheen een volwassen versie van Katie Power, hier Kate genoemd. Deze Kate werkte een tijdje mee met de nieuwe Avengers.